# Lepidostroma
Lepidostroma is een geslacht van schimmels behorend tot de familie Lepidostromataceae. De typesoort is Lepidostroma terricolens. Later is deze soort hernoemd naar Lepidostroma calocerum.

## Soorten
Volgens Index Fungorum bevat het geslacht vijf soorten (peildatum december 2021):
| Soortnaam                 | Auteur(s)                                                                         | Publicatiejaar |
| ------------------------- | --------------------------------------------------------------------------------- | -------------- |
| Lepidostroma asianum      | Yanaga & N. Maek.                                                                 | 2014           |
| Lepidostroma calocerum    | (G.W. Martin) Oberw.                                                              | 1984           |
| Lepidostroma rugaramae    | (Eb. Fisch., Ertz, Killmann & Sérus.) Ertz, Eb. Fisch., Killmann, Sérus. & Lawrey | 2008           |
| Lepidostroma vilgalysii   | B.P. Hodk.                                                                        | 2012           |
| Lepidostroma winklerianum | B.P. Hodk. & Lücking                                                              | 2013           |